# Rob Portman
Rob Portman (Cincinnati, 1955. december 19. –) az Amerikai Egyesült Államok szenátora (Ohio, 2010–2023). A Republikánus Párt tagja.

## Pályafutása
Portman 1989-től két évig az idősebb Bush elnök tanácsadója volt a Fehér Házban. 1993-tól 2005-ig kongresszusi képviselő volt. 2005. április 29-én lemondott, és a köverkező két évben az ifjabb Bush elnök kabinetjében a külkereskedelmet irányította. 2006-07-ben a Költségvetési Hivatal (Office of Management and Budget) igazgatója volt. 2010-ben szenátorrá választották, és a 2016-os választáson ismét elnyerte a választók bizalmát. Szenátusi mandátuma 2023. január 3-án járt le, amit követően visszavonult.